# Нова Европа
 Тази статия е за политическия епитет.  За моста между Видин и Калафат вижте Нова Европа (мост).  
Нова Европа е политическо, метафорично и риторично понятие въведено в обращение като противовес на Стара Европа, термин употребен за първи път от Доналд Ръмсфелд и администрацията на държавния департамент от преди войната в Ирак.
С Нова Европа се обозначават старите съветски сателити в Централна и Източна Европа, сред които и България включили се безкритично в т.нар. „коалиция на желаещите“ срещу Ирак на Садам Хюсеин. Правителствата и на редица други европейски страни, като Великобритания, Дания, Холандия, Италия, Португалия и Испания също присъединяват страните си към сформираната коалиция за/във войната, но тези страни са изключени в понятието на американската администрация за Нова Европа понеже са стари държави, които не са придобили своята независимост през 20 век.